# Frederick Chien

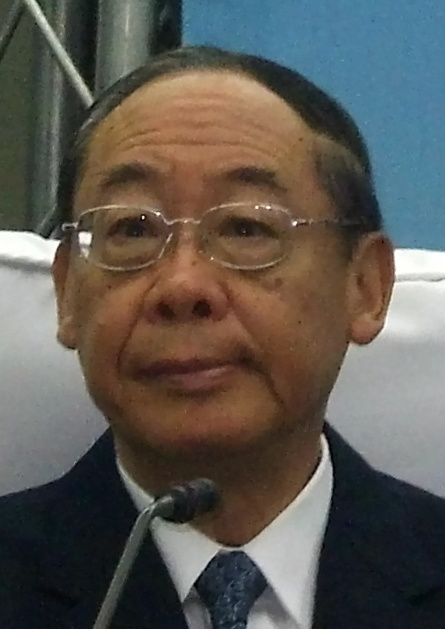
Frederick Chien, 2008

Frederick Chien (chinesisch 錢復, Pinyin Qián Fù, W.-G. Chien Foo; * 17. Februar 1935 in Hangzhou, Republik China) ist ein taiwanischer Politiker der Kuomintang.

## Leben
Chien studierte an der Nationaluniversität Taiwan und an der Yale University.
Vom 1. Juni 1990 bis 10. Juni 1996 war Chien als Nachfolger von Lien Chan Außenminister von Taiwan. Ihm folgte John Chiang in diesem Amt.